# فيكتور كورنيليوس
فيكتور كورنيليوس (بالدنماركية: Victor Cornelius)‏ هو عازف بيانو وملحن وممثل دانمركي، ولد في 22 سبتمبر 1897، وتوفي في 9 مايو 1961.

## وصلات خارجية
- فيكتور كورنيليوس على موقع IMDb (الإنجليزية)
- فيكتور كورنيليوس على موقع ميوزك برينز (الإنجليزية)
- فيكتور كورنيليوس على موقع أول موفي (الإنجليزية)
- فيكتور كورنيليوس على موقع قاعدة بيانات الأفلام السويدية (السويدية)
- فيكتور كورنيليوس على موقع ديسكوغز (الإنجليزية)
- فيكتور كورنيليوس على موقع قاعدة بيانات الفيلم (الإنجليزية)
- فيكتور كورنيليوس على موقع كينوبويسك (الروسية)